# Христианский реконструкционизм
Христианский реконструкционизм — фундаменталистское кальвинистское теономическое движение. Оно развивалось главным образом под руководством Р. Дж. Рашдуни, Грега Бансена и Гэри Норта и оказало важное влияние на правых христиан в Соединённых Штатах. Его центральной темой является то, что общество должно быть перестроено под господством Иисуса во всех аспектах жизни. В соответствии с библейским культурным мандатом, реконструкционисты выступают за теономию и восстановление некоторых библейских законов, которые, как утверждается, продолжают применяться. К ним относятся смертная казнь не только за убийство, но и за идолопоклонство, гомосексуальность, прелюбодеяние, колдовство и богохульство.
Большинство кальвинистов отвергают христианский реконструкционизм и придерживаются классической теологии завета, которая представляет собой традиционный кальвинистский взгляд на отношения между Ветхим Заветом и христианством.
Христианский реконструкционизм тесно связан с постмилленаристской эсхатологией и пресуппозиционной апологетикой Корнелиуса Ван Тиля.

## Реконструкционистская точка зрения

### Теономия
Христианские реконструкционисты выступают за теономическое правительство и либертарианские экономические принципы. Они поддерживают различие сфер власти между собой, семьей, церковью и государством. Например, применение моральных санкций в соответствии с теономией осуществляется семьей и церковным правительством, а санкции за моральные правонарушения находятся вне полномочий гражданского правительства (которое ограничено уголовными делами, судами и национальной обороной). Однако некоторые считают, что эти различия размываются, поскольку применение теономии подразумевает увеличение полномочий гражданского правительства. Реконструкционисты также говорят, что теономическое правительство — это не олигархия или монархия человека, общающегося с Богом, а скорее национальное признание существующих законов. Некоторые из видных сторонников христианского реконструкционизма писали, что, согласно их пониманию, закон Божий одобряет смертную казнь не только за убийство, но и за идолопоклонство, открытый гомосексуализм, прелюбодеяние, колдовство, богохульство и, возможно, даже для непокорных юношей.
Основатель христианского реконструкционизма Русас Рашдуни писал в The Institutes of Biblical Law (основополагающем документе реконструкционизма), что ветхозаветный закон должен применяться к современному обществу, и он выступает за восстановление уголовных санкций Моисеева закона, таких как побивание камнями. В рамках такой системы список гражданских преступлений, караемых смертной казнью, будет включать убийство, гомосексуальность, прелюбодеяние, инцест, ложь о своей девственности, скотоложество, колдовство, идолопоклонство или вероотступничество, публичное богохульство, лжепророчество, похищение людей, изнасилование и дачу ложных показаний в деле, караемом смертной казнью. Однако Грег Бансен отмечает, что такая система была бы возможна только в том случае, если бы культура в целом была христианской, и что сила правительства не могла бы использоваться для навязывания христианства культуре, которая этого не желает.
Кайзер отмечает, что Библия выступает за справедливость, и что библейские наказания, предписанные за преступления, являются максимально допустимыми для поддержания справедливости, а не единственным доступным вариантом, поскольку разрешены и более мягкие наказания.

### Отношение к доминионизму
Некоторые социологи и критики называют реконструкционизм разновидностью доминионизма. Они утверждают, что частое использование слова «доминион» авторами-реконструкционистами прочно связывает критический термин «доминионизм» с этим движением. Как идеологическая форма доминионизма, реконструкционизм иногда выдвигается в качестве наиболее типичной формы теологии доминиона.
Некоторые критики связывают протестантского теолога Фрэнсиса Шеффера с движением, но некоторые мыслители-реконструкционисты весьма критически относятся к его позициям. Сам Шеффер отрицал какую-либо связь или принадлежность к реконструкционизму, хотя иногда он сердечно переписывался с Рашдуни. Авторы Сара Даймонд и Фред Кларксон предполагают, что Шеффер разделял с реконструкционизмом тенденцию к доминионизму.
Христианские реконструкционисты возражают против ярлыков «доминионизм» и «теология доминиона», которые, по их словам, искажают их взгляды. Некоторые отдельные христианские культурные и политические движения возражают против того, чтобы их описывали ярлыком «доминионизм», потому что в их сознании это слово подразумевает привязанность к реконструкционизму. В реконструкционизме идея «божественного» владычества, подчинённого Богу, противопоставляется «автономному» владычеству человечества, восставшего против Бога.

### Отношение к демократии
Раузас Рашдуни писал в The Institutes of Biblical Law: «Ересь демократии с тех пор [со времен колониальной Новой Англии] сеяла хаос в церкви и государстве» и: «Христианство и демократия — неизбежные враги», в другой своей работе месте он утверждал, что «христианство полностью и радикально антидемократично; оно привержено духовной аристократии», и охарактеризовал демократию как «великую любовь к неудачникам и трусам жизни». Тем не менее, он неоднократно выражал своё несогласие с любым видом насильственной революции и вместо этого выступал за постепенное реформирование (часто называемоея его «возрождением») общества снизу вверх, начиная с личности и семьи, а оттуда постепенно реформируя другие сферы власти, включая церковь и государство.
Рашдуни считал, что республика — лучшая форма гражданского правления, чем демократия. По словам Рашдуни, республика избегает правления толпы и правления «51 %» общества; другими словами, в республике «сила не порождает право». Рашдуни писал, что разделение властей в Америке между тремя ветвями власти является гораздо более нейтральным и лучшим методом гражданского управления, чем прямая демократия, заявляя, что «[американская] Конституция была разработана для того, чтобы увековечить христианский порядок». Рашдуни утверждает, что целью Конституции была защита религии от федерального правительства и сохранение «прав штатов».
Дуглас Кеннард, профессор теологии и философии Хьюстонской высшей школы теологии, писал относительно христианского реконструкционизма, что христиане некальвинистских традиций, такие как некоторые «баптисты, методисты, католики [и] православные», будут «под угрозой смертной казни, как это поощряется крайними теономистами». С другой стороны, пресвитарианский пастор и учёный Лигон Дункан заявил, что «римские католики, епископалы, пресвитериане и пятидесятники», а также «арманиане и кальвинисты, харизматические и нехаризматические, высокие церковные и низкие церковные традиции представлены в более широком зонтике реконструкционизма (часто в форме движения «Христианская Америка»)».

## Влияние на христианских правых в целом
Хотя у него относительно небольшое число самопровозглашённых приверженцев, христианский реконструкционизм сыграл свою роль в продвижении идеи христианской нации среди американских христианских правых, которую некоторые критики обычно называют доминионизмом. Кроме того, они якобы имеют непропорциональное их количеству влияние среди сторонников христианского домашнего обучения и других христианских образовательных движений, которые стремятся к независимости от прямого надзора или поддержки гражданского правительства. Поскольку их количество так мало по сравнению с их влиянием, их иногда обвиняют в скрытности и заговорщической деятельности.
В Евангелии от Матфея 28:18 Иисус сказал: «дана Мне всякая власть на небе и на земле». Этот стих рассматривается реконструкционистами как заявление Иисуса о том, что он принял на себя власть над всей человечеством. В этом свете некоторые теологи интерпретируют Великое поручение как приказ осуществлять эту власть от его имени, подчиняя всё, включая общества и культуры, его приказам. Например, Роузас Рашдуни интерпретировал Великое поручение как переиздание «мандата творения», ссылаясь на Бытие 1:28:
И благословил их Бог, и сказал им Бог: плодитесь и размножайтесь, и наполняйте землю, и обладайте ею, и владычествуйте над рыбами морскими [и над зверями,] и над птицами небесными, [и над всяким скотом, и над всею землею,] и над всяким животным, пресмыкающимся по земле.
Для Рашдуни идея владычества подразумевала форму христианской теократии или, точнее, теономии. Например, он писал, что:
Целью пришествия Христа было в терминах мандата творения… Искупленные призваны к изначальному предназначению человека, осуществлять владычество под Богом, быть хранителями завета и исполнять «праведность закона» (Рим. 8:4)… Человек призван создать общество, которого требует Бог.
В другом месте он писал:
Человек, который постепенно освящается, неизбежно освящает свой дом, школу, политику, экономику, науку и все остальное, понимая и интерпретируя все вещи в терминах слова Божьего.[30]
Многие евангельские христиане всех типов приняли христианский реконструкционизм частично или полностью. Евангельские лидеры, которые одобрили его явно или неявно, включают Джерри Фолуэлла-старшего, Билла Готарда, Джея Гримстеда, Денниса Джеймса Кеннеди, Тима Лахэя, Дуга Филлипса, Говарда Филлипса, Пэта Робертсона, Фрэнсиса Шеффера и Уэйна Уайтхеда. Например, Готард и оба Филлипса использовали христианский реконструкционизм для создания евангельского сообщества домашнего обучения в 1970-х и 1980-х годах. Робертсон и Кеннеди приглашали Рашдуни в свои телевизионные программы, а Робертсон также использовал доминионистский язык в своей книге The Secret Kingdom и в своей президентской кампании 1988 года.
Гримстед из Коалиции возрождения обобщил позицию многих евангельских лидеров: «Я не называю себя [реконструкционистом]», но «Многие из нас приходят к пониманию того, что Библия — это Божий стандарт морали… во всех точках истории… и для всех обществ, христианских и нехристианских… Так уж получилось, что Рашдуни, Бансен и Норт поняли это раньше». Он добавил: «Многие из нас вращаются в христианском руководстве — Джеймс Кеннеди один из них — кто не идёт до конца с теономией, но кто хочет перестроить Америку на основе Библии».

## Христианская критика
Американский теолог Майкл Хортон из Вестминстерской семинарии в Калифорнии предостерегает от соблазнительности религиозной власти. Христианская риторика движения слаба, утверждает он, по сравнению с логикой его авторитарной и легалистической программы, которая всегда будет толкать реконструкционизм к дохристианским идеям о грехе и совершенству человеческой природы (например, воображать, что если христиане у власти, они не будут склонны творить зло). Напротив, Хортон и другие утверждают, что закон Божий может, часто использовался и будет использоваться во зло христианами и другими людьми в государстве, в церквях, на рынке и в семьях; и эти преступления усугубляются, потому что, чтобы противостоять злу, совершенному посредством злоупотребления законом Божьим, критик может столкнуться с клеймом врага закона Божьего.
Дж. Лигон Дункан из Департамента систематической теологии Реформатской теологической семинарии в Джэксоне (Миссисипи), предупреждает, что «Теономия, грубо нарушая библейские образцы и здравый смысл, игнорирует контекст дарования закона искупительной общине Ветхого Завета. Это представляет собой подход к природе гражданского права, сильно отличающийся от Кальвина и остальной реформатской традиции, которая рассматривает гражданское право как применение Богом его вечных стандартов к конкретным потребностям его народа». Дункан отвергает настойчивое утверждение реконструкционистов о том, что «прецедентное право Ветхого Завета является нормативным для гражданского магистрата и правительства в эпоху Нового Завета». Он рассматривает их отрицание тройного различия между моральным, гражданским и церемониальным правом как один из серьёзных недостатков реконструкционистской герменевтики.
Профессор Мередит Клайн, чьё собственное богословие повлияло на нескольких реконструкционистских теологов, категорически утверждал, что реконструкционизм совершил ошибку, не поняв особую пророческую роль библейского Израиля, включая законы и санкции, назвав это «обманчивым и гротескным извращением учений Писания». Ученик Клайна, Ли Айронс, продолжает критику:
По мнению реформатских теократов, очевидно… единственная удовлетворительная цель состоит в том, чтобы Америка стала христианской страной. По иронии судьбы… именно полное отвержение (а не возрождение) теократических принципов сегодня крайне необходимо, если церковь хочет быть верной задаче свидетельства Евангелия, возложенной на неё в нынешнюю эпоху… Только когда церковь… откажется от жажды мирского влияния и власти, она будет иметь позитивное присутствие в обществе.
Христианский автор и редактор Родни Клэпп писал, что реконструкционизм является антидемократическим движением.
В статье в журнале Christianity Today за апрель 2009 года о консервативном теологе и писателе Дугласе Уилсоне журнал описал реконструкционизм как находящийся вне «основных» взглядов евангельских христиан. Он также заявил, что он «граничит с призывом к прямой теократии».
Джордж М. Марсден, профессор истории Университета Нотр-Дам, заметил в журнале Christianity Today, что «реконструкционизм в своей чистой форме является радикальным движением». Он также написал: «[т]е позитивные предложения реконструкционистов настолько далеки от американских евангелических обязательств перед американскими республиканскими идеалами, такими как религиозная свобода, что число истинно верующих в движении невелико».
Популярный религиозный автор, феминистка и бывшая католическая монахиня Карен Армстронг в своей книге The Battle for God писала о потенциале для «фашизма» в христианском реконструкционизме и считает возможный Доминион, задуманный теологами Р. Дж. Рашдуни и Гэри Нортом, «тоталитарным. Нет места для какой-либо другой точки зрения или политики, никакой демократической терпимости к соперничающим партиям, никакой индивидуальной свободы».
Традиционные христиане-кальвинисты утверждают, что христианские реконструкционисты «существенно неправильно поняли позиции Кальвина, других реформатских учителей и Вестминстерского исповедания относительно связи между этическими положениями Синайского завета и христианскими обязательствами перед Моисеевыми судебными законами сегодня».

### Работы христианских реконструкционистов
- Bahnsen, Greg L (2002) [1977], Theonomy in Christian Ethics (3rd ed.), Nacogdoches, TX: Covenant, ISBN 978-0-9678317-3-2.
- ——— (Winter 1979), MG Kline on Theonomic Politics: An Evaluation of His Reply, Journal of Christian Reconstruction, Архивировано из оригинала 2020-05-14, Дата обращения: 19 ноября 2005 {{citation}}: |archive-date= / |archive-url= несоответствие временной метки; предлагается 14 мая 2020 (справка).
- ——— (1991), By This Standard: The Authority of God's Law Today, Tyler, TX: Institute for Christian Economics, ISBN 978-0-930464-06-6, Архивировано Декабрь 15, 2004.
- ——— (1991), No Other Standard: Theonomy and Its Critics, Tyler, TX: Institute for Christian Economics, ISBN 978-0-930464-56-1, Архивировано 19 мая 2000.
- DeMar, Gary; Leithart, Peter (1990) [1988], Reduction of Christianity: A Biblical Response to Dave Hunt, Ft. Worth, TX: Dominion Press, ISBN 978-0-930462-63-5, Архивировано 2006-06-20, Дата обращения: 2006-04-15 {{citation}}: |archive-date= / |archive-url= несоответствие временной метки; предлагается 20 июня 2006 (справка)
- Gentry, Kenneth (1992), He Shall Have Dominion: A Postmillennial Eschatology, Tyler, TX: Institute for Christian Economics, ISBN 978-0-930464-62-2, Дата обращения: 2006-04-15.
- North, Gary (1989), Political Polytheism: The Myth of Pluralism, Tyler, TX: Institute for Christian Economics, ISBN 978-0-930464-32-5.
- ——— (1990), Tools of Dominion: The Case Laws of Exodus, Tyler, TX: Institute for Christian Economics, ISBN 978-0-930464-10-3, Архивировано 2006-06-20, Дата обращения: 2006-04-15 {{citation}}: |archive-date= / |archive-url= несоответствие временной метки; предлагается 20 июня 2006 (справка)
- ——— (1991), Theonomy: An Informed Response, Tyler, TX: Institute for Christian Economics, ISBN 978-0-930464-59-2, Архивировано 2006-06-20, Дата обращения: 2006-04-15 {{citation}}: |archive-date= / |archive-url= несоответствие временной метки; предлагается 20 июня 2006 (справка)
- Rushdoony, Rousas John (1973), The Institutes of Biblical Law, Nutley, NJ: P&R (Craig Press), ISBN 978-0-87552-410-8
- Rushdoony, Rousas John. The Nature of the American System (англ.). — Vallecito, CA: Ross House Books, 2001. — 220 p. — ISBN 1-879998-227-0.
- Barron, Bruce. Heaven on Earth? The Social & Political Agendas of Dominion Theology. — Grand Rapids, MI : Zondervan, 1992. — ISBN 978-0-310-53611-6.
- Berlet, Chip. Right–Wing Populism in America: Too Close for Comfort / Chip Berlet, Matthew N. Lyons. — New York : Guilford Press, 2000. — ISBN 978-1-57230-562-5.
- Clarkson, Frederick. Eternal Hostility: The Struggle Between Theocracy and Democracy. — Monroe, ME : Common Courage, 1997. — ISBN 978-1-56751-088-1.
- Martin, William (1996), With God on Our Side: The Rise of the Religious Right in America, New York: Broadway Books
- DeMar, Gary (1988), The Debate Over Christian Reconstruction, Ft. Worth, TX: Dominion Press, ISBN 978-0-930462-33-8, Архивировано 2006-06-20, Дата обращения: 2006-04-15 {{citation}}: |archive-date= / |archive-url= несоответствие временной метки; предлагается 20 июня 2006 (справка)
- North, Gary; DeMar, Gary (1991), Christian Reconstruction: What It Is, What It Isn't, Tyler, TX: Institute for Christian Economics, ISBN 978-0-930464-53-0, Архивировано 2006-05-21, Дата обращения: 2006-04-15 {{citation}}: |archive-date= / |archive-url= несоответствие временной метки; предлагается 21 мая 2006 (справка)

### Работы сторонних авторов и критика
- Clark, R. Scott. Reconstructionism // The New Dictionary of Christian Apologetics :  [англ.]. — Leicester : Inter-Varsity Press, 2006. — ISBN 978-083082451-9.
- Ingersoll, Julie J. Building God's Kingdom: Inside the World of Christian Reconstruction. — New York : Oxford University Press, 2015. — ISBN 9780199913787.
- Duncan, J. Ligon III (Октябрь 15, 1994). Moses' Law for Modern Government. Annual national meeting of the Social Science History Association (англ.). Atlanta, GA. Архивировано Ноябрь 30, 2012. Дата обращения: Август 23, 2013.
- Durand, Greg Loren (2014), Judicial Warfare: Christian Reconstruction and Its Blueprints For Dominion (third ed.), Toccoa, GA: Sola Fide Publishers, ISBN 978-0-69224060-1
- McVicar, Michael J. Christian Reconstruction: R. J. Rushdoony and American Religious Conservatism. — Chapel Hill : University of North Carolina Press, 2015. — ISBN 978-1-46962274-3.
- Moyers, Bill (producer) (1 января 1987). On Earth as It Is in Heaven. God and Politics. Episode 3 (англ.). ASIN B006RLPCC2. Acorn Media.
- Smith, Chris (Fall 2012), His Truth is Marching On, California, Архивировано 2013-04-15, Дата обращения: 23 августа 2013 {{citation}}: |archive-date= / |archive-url= несоответствие временной метки; предлагается 15 апреля 2013 (справка)
- Sugg, John (December 2005), A Nation Under God, Mother Jones, Архивировано 2013-06-22, Дата обращения: 23 августа 2013 {{citation}}: |archive-date= / |archive-url= несоответствие временной метки; предлагается 22 июня 2013 (справка)